# Patrick Achi

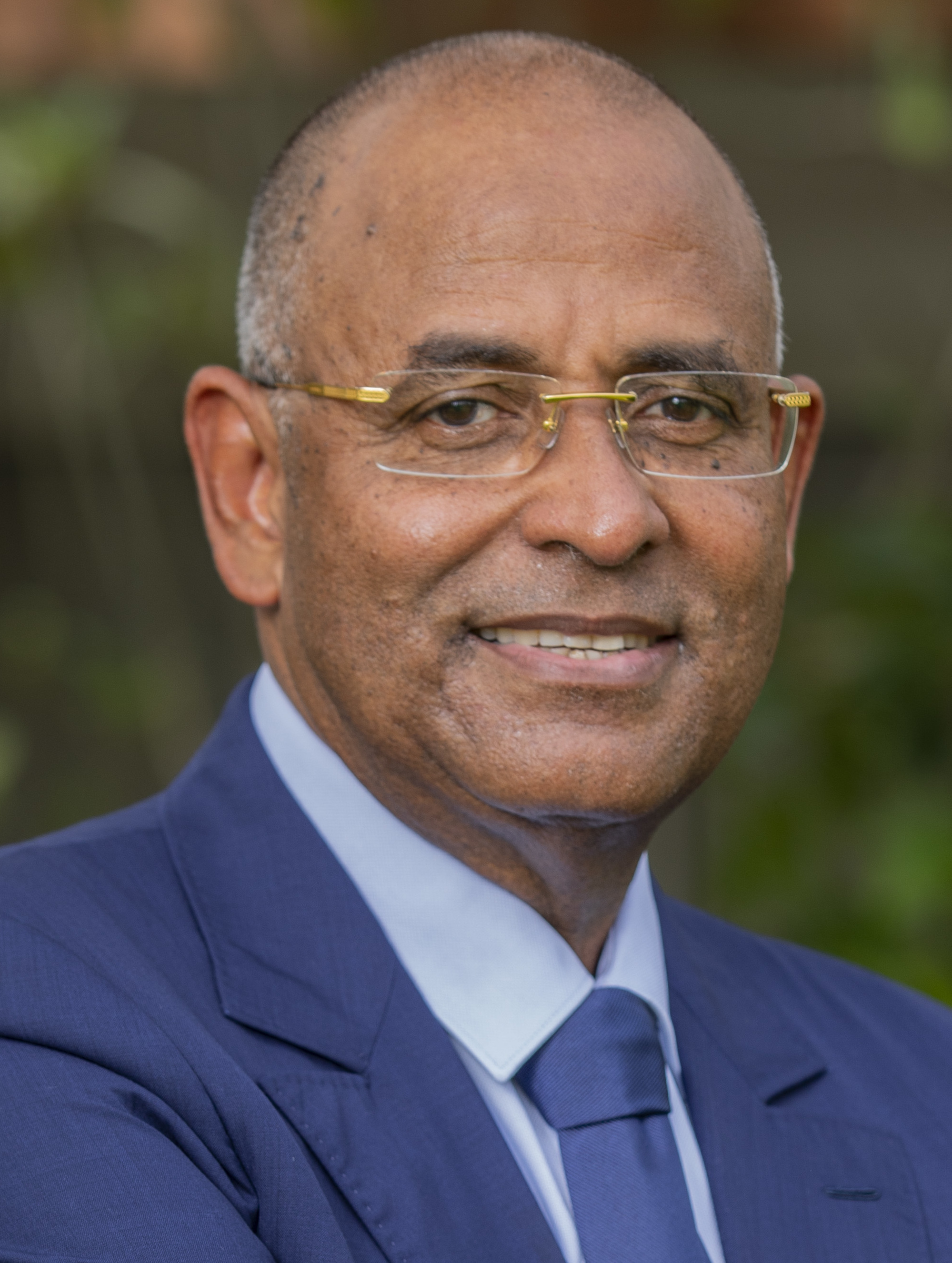
Patrick Achi (2021)

Patrick Achi (* 17. November 1955 in Paris, Frankreich) ist ein ivorischer Politiker, der von März 2021 bis Oktober 2023  Premierminister der Elfenbeinküste war. Er ist Mitglied der Partei Parti Démocratique de Côte d’Ivoire.

## Laufbahn
Achi wurde in Paris als Sohn eines ivorischen Vaters (vom Stamm der Attié) und einer französischen Mutter geboren. Er wurde in Frankreich und in den Vereinigten Staaten ausgebildet, wo er an der École supérieure d’électricité und der Stanford University Ingenieurswesen studierte.
Zwischen 2010 und 2017 war Achi Minister für wirtschaftliche Infrastruktur in den Regierungen der aufeinanderfolgenden Premierminister Guillaume Soro (2010–2012), Jeannot Ahoussou-Kouadio (2012) und Daniel Kablan Duncan (2012–2017).
Achi wurde am 8. März 2021 zum kommissarischen Premierminister ernannt, um die Aufgaben von Premierminister Hamed Bakayoko zu übernehmen, der ins Krankenhaus eingewiesen worden war. Bakayoko starb zwei Tage später. Achi wurde am 26. März 2021 von Präsident Alassane Ouattara zum Premierminister ernannt. Seine Entlassung erfolgte im Oktober 2023; bis zur Bildung eines neuen Kabinetts blieb Achi jedoch geschäftsführend im Amt.

## Sonstiges
Patrick Achi gilt als enger Verbündeter des Präsidenten Alassane Ouattara und amtierte als dessen Sprecher. Achis Name tauchte in den Pandora Papers auf.